# Universitatea de Stat din Tiraspol
Universitatea de Stat din Tiraspol (UST) este o fostă instituție de învățământ superior care își are sediul în Chișinău, Republica Moldova. Din 1 ianuarie 2023 a intrat juridic în componența Universității Pedagogică de Stat „Ion Creangă” din Chișinău.

## Istoric
Universitatea de Stat din Tiraspol este succesorul de drept al Institutului de Educație Publică a Moldovei, inaugurat la 1 octombrie 1930 în Tiraspol, capitala fostei Republici Autonome Moldovenești, in prezent asa-numita Republica Moldoveneasca Nistreana, motiv pentru care își are sediul la Chișinău.
Institutul de Educație Publică a Moldovei este prima instituție de învățământ superior din Republica Moldova. Pe parcursul anilor, denumirea instituției a fost modificată de mai multe ori. Din luna mai, anul 1992, a căpătat statutul de Universitate de Stat. Practic, până la finele anilor patruzeci ai secolului trecut, Universitatea din Tiraspol a fost unica instituție de învățământ superior care pregătea specialități pentru economia națională a Republicii.
Principala misiune a învățământului universitar este promovarea tineretului studios, crearea elitei intelectuale. Pe parcursul a 80 de ani Universitatea de Stat din Tiraspol a format la facultățile si departamentele sale peste 60 de mii de specialiști de înaltă calificare din care s-au evidențiat o pleiadă integră de personalități: oameni de cultură, savanți și profesori universitari, scriitori, personalități cu renume în cultura și învățământ. Concomitent cu formarea specialiștilor, colectivul universității a realizat o activitate rodnică de cercetări științifice.
În felul acesta, Universitatea de Stat din Tiraspol a pus temeliile învățământului universitar și a adus o contribuție primordială în tezaurul cultural, social-politic și economic al Republicii Moldova.

### Desființare
În vara lui 2022, guvernul Natalia Gavriliță a adoptat o hotărâre de guvern privind reorganizarea unor instituții de învățământ pe care le gestionează, prin care Universitatea de Stat din Tiraspol a fost comasată cu Universitatea Pedagogică „Ion Creangă”.

## Facultăți
Pe parcursul anilor au fost înființate și alte facultăți și structuri decât cele inițiale:
- Facultatea de Fizică, matematică și tehnologii informaționale
- Facultatea de Biologie și chimie
- Facultatea de Geografie
- Facultatea de Pedagogie
- Facultatea de Filologie

Universitatea de Stat din Tiraspol este prima instituție de învățământ superior din Republica Moldova acreditată de Guvern. Acest fapt certifică prestanța academică a Universității și deschide noi orizonturi pentru integrarea ei în comunitatea universitară internațională, pentru recunoașterea și echivalarea calificărilor și a actelor de studii.